# Políticos do Brasil
Políticos do Brasil é um livro e site sobre política do Brasil. Em 2006, ambas as obras ganharam o Prêmio ExxonMobil de Jornalismo (Esso) de Melhor Contribuição à Imprensa, concedido ao jornalista criador da obra, Fernando Rodrigues, "por se constituir em consolidação de informações detalhadas e confiáveis sobre políticos brasileiros."